# Merindad de Cuesta-Urria
Merindad de Cuesta-Urria est une commune d'Espagne dans la communauté autonome de Castille-et-León, province de Burgos. Elle s'étend sur 121,97 km2 et comptait environ 421 habitants en 2011.